# Erbè
Erbè é uma comuna italiana da região do Vêneto, província de Verona, com cerca de 1.628 habitantes. Estende-se por uma área de 15,95 km², tendo uma densidade populacional de 109 hab/km². Faz fronteira com Castelbelforte (MN), Isola della Scala, Nogara, Sorgà, Trevenzuolo.

## Demografia
| Variação demográfica do município entre 1861 e 2011                               |
|                                                                                   |
| Fonte: Istituto Nazionale di Statistica (ISTAT) - Elaboração gráfica da Wikipedia |